# Heide Gottner-Abendroth
Heide Gottner-Abendroth (8 de febrero de 1941, Langewiesen, Alemania) es una feminista alemana destacada por su trabajo en los estudios matriarcales (también denominados Estudios Matriarcales Modernos), que se centra en el estudio de las sociedades matriarcales o matrilineales.

## Biografía
Gottner-Abendroth nació durante la Segunda Guerra Mundial. A la edad de 12 años, se mudó con sus padres desde la Alemania Oriental a la Occidental. Tiene un doctorado en filosofía por la Universidad de Múnich (1973). Se convirtió en activo en la segunda ola del feminismo a partir de 1976 y llegó a ser considerada una de las pioneras de los estudios sobre la mujer en Alemania Occidental.
Gottner-Abendroth trabajó como lectora de filosofía en la Universidad de Múnich en la década de 1970, pero, debido a su activismo y duras críticas a su trabajo académico, renunció y se convirtió en una estudiosa independiente, fundando la Academia Internacional de Estudios Modernos Matriarcales y Espiritualidad Matriarcal (HAGIA) en 1986. Recibió una beca de la Universidad de Bremen en 1992. Advirtió la falta de aceptación de sus estudios matriarcales en la corriente académica, lo que le llevó a publicar Die Diskriminierung der Matriarchatsforschung. Eine moderne Hexenjagd (La discriminación de Estudios Matriarcales - una moderna caza de brujas), en 2003.